# Hibafa-elemzés
A hibafa-elemzési technikát 1962-ben a Bell Telephone Laboratories alkalmazta elsőként, a nemzetközi Minuteman műhold kibocsátási rendszerének biztonsági becsléseiben. A Boeing Company fejlesztette tovább a technikát és számítógépes programokat vezetett be a minőségi és mennyiségi hibafa-elemzés alkalmazásában.
Ma a hibafa-elemzés a legáltalánosabban alkalmazott módszer a kockázat és a megbízhatóság területén (például mérnöki rendszerek megbízhatósági kiértékeléseinél). A hibafa-elemzést különös sikerrel alkalmazták a atomerőművek biztonsági rendszerének készítésekor, illetve informatikai biztonsági kockázatelemzésre.
Az elemzés során egy feltételezett rendszerhibából, fő-eseményből, indulnak ki, és fokozatosan felderítik azokat az alkotóelem és részrendszer meghibásodási lehetőségeket, melyek az adott esemény bekövetkezéséhez vezetnek. Az áttekinthető munkát fastruktúra-szerű grafikus megjelenítés segíti, amit megbízhatósági számításokkal is ki lehet egészíteni.

## Célok
- a fő-eseményhez vezető összes hiba és hibakombináció, valamint ezek okainak azonosítása,
- a különösen kritikus események és esemény-láncolatok kimutatása,
- a megbízhatósági számértékek kiszámítása a hibafa ágain végighaladva,
- a meghibásodási mechanizmusok tiszta és áttekinthető dokumentálása.

## Felépítés
1. A biztonságot és megbízhatóságot meghatározó alrendszerek elhatárolása és definiálása.
2. A vizsgált rendszer feladatát, és a vele szemben támasztott követelményeket figyelembe véve a nem kívánt esemény vagy események (csúcsesemény) meghatározása.
3. A hibák közötti logikai összefüggések feltérképezése és ábrázolása hibafán majd a számítások elvégzése.

Viszonylag egyszerű esetekben az elemzés kézzel papíron is történhet, azonban a bonyolultabb hibafák számítógép alkalmazását igénylik.
Az elemzés elvégzése nyomán a számszerű valószínűség értékeknél gyakorlati szempontból hasznosabb eredmény az, hogy meghatározhatóak azok az eseménykombinációk, amelyeket megelőzve a csúcsesemény biztosan elkerülhető.
Megkapható emellett az összes olyan eseménykombináció is, amelyek a rendszer meghibásodásához vezetnek. Az eredmények alapján feltérképezhetőek a rendszer “gyenge pontjai” és javaslatokat lehet tenni a biztonság és a megbízhatóság növelésére.

## Hibatipusok
1. Emberi hibák:
- figyelmetlenségek
- helytelen tudatos cselekedet (rossz döntés)
- fegyelmezetlenség

2. Berendezések meghibásodása:
- elsődleges meghibásodás (normál üzemi paraméterek mellett)
- másodlagos hibák (külső okok miatt)
- parancs hibák (vezérlő rendszerek)

3. Külső hibák
Ez a sorrend azon a feltevésen alapul, hogy az emberi mulasztások gyakoribb okok, mint a belső hibák, ami a külső elem meghibásodásai által okozott hibáknál gyakoribb.

## Hibafa-elemzés módszere
A hibafa egy logikai diagram, ami egy rendszeren belül kimutatja egy lehetséges kritikus esemény és az azt elképzelhetően kiváltó okok között a kölcsönös kapcsolatot. Egy „rendesen” elkészített hibafa változó meghibásodási kombinációkat és más eseményeket mutat be, amelyek a kritikus eseményhez vezetnek. A hibafa könnyedén áttekinthető és megérthető azoknak a szakembereknek is, akik előzetesen nem foglalkoztak hibafa-elemzéssel.
További előnye, hogy az elemzőt rákényszeríti, hogy megismerje a szerkezet hibalehetőségeit, a legalapvetőbb részletek szintjéig. Sok elem gyenge pontja lesz ezáltal felfedhető és kijavítható az elemzés szerkesztése folyamán.

## Szemléletek

### Megelőzés
Ha a hibafaelemzést megelőzés céljából hajtják végre (elsősorban új rendszer tervezésekor), akkor a nem kívánt események a rendszer azon lehetséges állapotait jelölik, amikor az nem felel meg az elvárásoknak.

### Javítás
A bekövetkezett rendszer-meghibásodás a fő-esemény. Helyes leírásához szükséges az ún. problémaelemzés végrehajtása. Ebből következik a hibás működésre vonatkozó összes információ.

## A hibafa elkészítése
Egy hibafa felállításának kiindulópontja mindig a fő-esemény. Első lépésben megvizsgáljuk, hogy a főesemény leírható-egyetlen rendszerelem meghibásodásaként. Ilyenkor általában egy VAGY kapu következik három bemenettel (elsődleges, másodlagos és kezelési hiba). Egyébként meg kell keresnünk azon meghibásodásokat vagy meghibásodás láncolatokat, melyek egyenként vagy valamilyen összhatásra a fő-eseményt kiválthatják. Ezek megnevezése egy-egy megjegyzés téglalapban történik, majd logikailag összekapcsoljuk őket és megvizsgáljuk, hogy báziseseménnyel van-e dolgunk vagy az adott esemény a vizsgált részrendszer egy alkotóeleme meghibásodása miatt következett-e be. Ilymódon minden hibaeseményből egy különálló hibafaág keletkezik. A gyakorlatban az elsődleges hibákat nem szokták tovább kifejteni, kivéve ha az FTA-t tisztán okelemzés céljából hajtják végre. Egy adott esemény bekövetkezésének okai között nincs mindig jelen mindhárom hibatípus. Egy hibafaág teljes kidolgozása után áttérhetünk a következő ágra, és ezt hasonlóan folytatjuk a többi ág esetében is.
A hibafa kidolgozása után az elemzés céljától függően következik a rendszerhibák és hibaláncolatok minőségi és/vagy mennyiségi kiértékelése.

## A lehetséges eredmények
- a kritikus (fő) eseményt kiváltó környezeti tényezők, humán hibaforrások, stb., azok lehetséges kombinációinak feltárása;
- egy előre megadott idő intervallumon belül a kritikus esemény bekövetkezésének valószínűségének feltárása.